# Перейра Родригес, Эдуардо
Эдуа́рдо Пере́йра Родри́гес (порт.-браз. Eduardo Pereira Rodrigues; род. 7 января 1992[…], Гояния), более известный как Дуду́ (порт.-браз. Dudu)— бразильский футболист, полузащитник и нападающий «Палмейраса».

## Биография

### Клубная карьера
Выступал за клуб бразильской серии А «Крузейро» с 2003 года по 2010 год, в его составе стал победителем Лиги Минейро. В Кубке Либертадорес 2011 провёл 5 матчей.
27 августа 2011 года перешёл в «Динамо» (Киев), сумма трансфера составила 5 000 000 евро. 21 сентября 2011 года в кубковом матче против «Кремня» забил свой первый мяч за «Динамо». 23 октября забил свой первый мяч в Премьер-Лиге, поразив ворота «Зари».
В феврале 2014 года перешёл на правах аренды в «Гремио».
11 января 2015 года окончательно покинул «Динамо», заключив контракт с «Палмейрасом».
По итогам 2018 года Дуду был признан лучшим футболистом Бразилии по двум основным версиям — Placar и КБФ/Globo. Полузащитник помог «Палмейрасу» завоевать рекордный десятый титул чемпионов Бразилии. Также он попал в символическую сборную Кубка Либертадорес, в котором «вердан» дошёл до полуфинала.

### Карьера в сборной
Выступал за молодёжную сборную Бразилии на Чемпионате мира 2011 года, проходящем в Колумбии, в котором «Селесао» выиграла свой 5 титул. По ходу турнира сыграл 7 матчей, в которых отличился 3 раза. В национальной сборной Бразилии дебютировал 10 ноября в товарищеском матче против Габона.
| № | Дата           | Место проведения | Соперник | Счёт | Голы | Соревнование      |
| 1 | 10 ноября 2011 | Либревиль        | Габон    | 2:0  | —    | Товарищеский матч |
| 2 | 14 ноября 2011 | Аль-Райян        | Египет   | 2:0  | —    | Товарищеский матч |
| 3 | 25 января 2017 | Энженьян         | Колумбия | 1:0  | 1    | Товарищеский матч |

## Титулы и достижения
Командные
- Чемпион штата Сан-Паулу: 2020
- Чемпион штата Минас-Жерайс: 2011
- Чемпион Бразилии (2): 2016, 2018
- Вице-чемпион Бразилии: 2017
- Чемпион Серии B Бразилии: 2010
- Чемпион Кубка Бразилии: 2015
- Вице-чемпион Украины: 2011/12
- Обладатель Кубка Либертадорес (2): 2020 (постфактум), 2021
- Чемпион Южной Америки среди юношей: 2009
- Чемпион мира среди молодёжи: 2011

Личные
- Лучший игрок чемпионата Бразилии (Placar): 2018
- Лучший игрок чемпионата Бразилии (Globo и КБФ): 2018
- Участник символической сборной чемпионата Бразилии (Серебряный мяч) (3): 2016, 2017, 2018
- Участник символической сборной чемпионата Бразилии (Globo и КБФ) (2): 2016, 2018

## Скандалы
18 июля 2025 года бразильский нападающий Дуду, выступающий за «Атлетико Минейро», был дисквалифицирован на шесть матчей и оштрафован на 90 000 реалов решением Высшего спортивного суда Бразилии (STJD) за мизогинистские высказывания, опубликованные в социальных сетях в 2023 году в адрес президента клуба «Палмейрас» Лейлы Перейры. Решение было принято единогласно по жалобе Бразильского союза женщин (União Brasileira de Mulheres) и сопровождалось свидетельскими показаниями Перейры. «Атлетико Минейро» подал ходатайство о временной приостановке исполнения наказания (efeito suspensivo), чтобы игрок мог продолжать выступать до рассмотрения апелляции. Кроме того, стороны подали друг против друга иски в гражданские суды по обвинению в диффамации и нанесении морального вреда.